# Comuna Lahodivka, Kazanka
Lahodivka (în ucraineană Лагодівка) este o comună în raionul Kazanka, regiunea Mîkolaiiv, Ucraina, formată din satele Bureacikî, Cervona Novoselivka, Lahodivka (reședința), Mareanivka și Petrovo-Vîsunske.

## Demografie
Componența lingvistică a comunei Lahodivka
     Ucraineană (93,97%)
     Rusă (4,47%)
     Română (1,17%)
     Alte limbi (0,39%)
Conform recensământului din 2001, majoritatea populației comunei Lahodivka era vorbitoare de ucraineană (93,97%), existând în minoritate și vorbitori de rusă (4,47%) și română (1,17%).